# Falar por Sinais
Falar Por Sinais é o terceiro álbum de estúdio a solo do cantor português João Pedro Pais.
Foi lançado em 2001 pela editora Som Livre.
Contém 12 faixas, das quais se destacam "Não há" e "Um resto de tudo". Todas as canções são assinadas pelo cantor.
A informação disponível do Top Oficial da AFP, a tabela semanal dos 30 álbuns mais vendidos em Portugal, começa só Março de 2003, quando este álbum ocupava o 8º lugar. Ainda ficou, no total, 33 semanas na tabela e chegou a ocupar, por duas semanas, a 4ª posição.

## Faixas
1. "Um pouco de ti" (João Pedro Pais)
2. "Breve" (João Pedro Pais)
3. "Não há" (João Pedro Pais)
4. "Os corpos" (João Pedro Pais)
5. "Um resto de tudo" (João Pedro Pais)
6. "Amanhã" (João Pedro Pais)
7. "Hoje" (João Pedro Pais)
8. "Quando" (João Pedro Pais)
9. "Espera por mim" (João Pedro Pais)
10. "Noite" (João Pedro Pais)
11. "Segue" (João Pedro Pais)
12. "Será" (João Pedro Pais)